# Better Off Ted
Better Off Ted is een Amerikaanse satirische sitcom uit 2009 van ABC, die werd geproduceerd door 20th Century Fox Television. De hoofdrollen worden vervuld door Jay Harrington (Desperate Housewives), Portia de Rossi (Ally McBeal, Arrested Development) en Andrea Anders (Joey).
De serie wordt vanaf 21 februari 2010 op Comedy Central uitgezonden in Nederland. In België is de reeks te zien op de commerciële zender VTM. Van het tweede seizoen werden in de Verenigde Staten slechts elf van de dertien geproduceerde afleveringen uitgezonden. Daarna werd de serie geannuleerd.

## Verhaal
Better Off Ted speelt zich af op de werkvloer van de Research & Development-afdeling van de multinational Veridian Dynamics: een bedrijf dat meer belang hecht aan winst dan aan ethiek. Het centrale personage is Ted Crisp (gespeeld door Jay Harrington). Hij is hoofd van de R&D-afdeling en houdt onder meer toezicht op het werk van onderzoekers Lem (Malcolm Barrett) en Phil (Jonathan Slavin) en producttester Linda Zwordling (Andrea Anders). Zelf moet hij verantwoording afleggen aan zijn baas Veronica Palmer (Portia de Rossi). Veridian Dynamics probeert haar nieuwe producten bij voorkeur uit op haar eigen medewerkers, en nadat een test met cryonisme op onderzoeker Phil mislukt, begint Ted vraagtekens te zetten bij de bedrijfsethiek. Hierin wordt hij gesteund door Linda, die haar onvrede over het bedrijf uit door kleine daden van verzet. Veronica handelt daarentegen zonder gewetensbezwaren in het belang van Veridian Dynamics, praat fouten van het bedrijf goed en probeert schadeclaims voor te zijn.

## Karakteristieken
De comedy wordt gefilmd met één camera en zonder publiek. Typisch voor hedendaagse komedies die op deze wijze worden geproduceerd, wordt bij de montage geen gebruik gemaakt van een zogenaamde lachband. Better Off Ted vertoont in dit opzicht overeenkomsten met series als Arrested Development, 30 Rock en The Office.
Een standaard stijlfiguur is het doorbreken van de vierde wand: Ted richt zich rechtstreeks tot de camera en maakt het publiek deelgenoot van zijn ervaringen en overwegingen. Bovendien legt hij de gebeurtenissen op de werkvloer van Veridian Dynamics uit.
Behalve door echte reclamespots die door het televisiekanaal in de serie worden ingelast, wordt elke aflevering ook onderbroken door reclame voor Veridian Dynamics waarmee het thema wordt onderstreept en de draak wordt gestoken met de gangbare pr van commerciële bedrijven. De dubbele moraal als gevolg van winststreven en het belang van een gunstig bedrijfsimago wordt aan de kaak gesteld door tegenstrijdige beweringen, het positief voorstellen van schadelijke producten en het gebruik van non sequiturs.

## Afleveringen
|    | Titel                             | Uitzenddatum     |
| -- | --------------------------------- | ---------------- |
| 1  | Pilot                             | 18 maart 2009    |
| 2  | Heroes                            | 25 maart 2009    |
| 3  | Through Rose Colored HAZMAT Suits | 1 april 2009     |
| 4  | Racial Sensitivity                | 8 april 2009     |
| 5  | Win Some, Dose Some               | 15 april 2009    |
| 6  | Good-bye, Mr. Chips               | 22 april 2009    |
| 7  | Get Happy                         | 5 mei 2009       |
| 8  | You Are the Boss of Me            | 23 juni 2009     |
| 9  | Bioshuffle                        | 30 juni 2009     |
| 10 | Trust and Consequences            | 14 juli 2009     |
| 11 | Father, Can You Hair Me?          | 21 juli 2009     |
| 12 | Jabberwocky                       | 11 augustus 2009 |
| 13 | Secrets and Lives                 | 11 augustus 2009 |

## Trivia
- Uit één aflevering bleek dat er maar drie naties zijn die machtiger zijn dan Veridian Dynamics.